# Brasão do Recife
O brasão de Recife é um dos símbolos do município capital do estado de Pernambuco, Brasil.

## Descrição

Brasão de armas de Maurício de Nassau

Escudo em formato clássico dividido em três faixas horizontais. A primeira e a segunda faixa, juntas, contém a bandeira de Pernambuco e fazem alusão à Revolução Pernambucana de 1817. Na terceira faixa encontram-se situado à direita o Farol do Recife e à esquerda o Forte do Picão, ambos sobre as águas.
O escudo é encimado por uma coroa mural de ouro com sete ameias, tendo ainda como suportes dois leões neerlandeses de ouro, coroados e guardantes. Os leões simbolizam a força e o poder, e remetem ao escudo do conde Maurício de Nassau, governador-geral da Nova Holanda, e ao Leão do Norte, apelido adquirido por Pernambuco pelo seu histórico de lutas.
Na parte inferior consta a seguinte frase em latim citada na faixa abaixo dos leões:
- Ut luceat omnibus: "Que a luz brilhe para todos"

Por fim, as datas citadas na faixa abaixo dos leões:
- 1537: Recife surge como porto e extensão de Olinda
- 1637: Início do governo de Maurício de Nassau
- 1710: Recife se torna uma vila independente de Olinda, no contexto da Guerra dos Mascates
- 1823: A vila de Santo Antônio do Recife é elevada à categoria de cidade
- 1827: Elevação de Recife à condição de Capital Oficial do Estado de Pernambuco

O brasão de Recife foi idealizado por Mário Melo e desenhada por Baltazar da Câmara, tendo sido adotado em 1931 e revigorado em 1949.